# Longdong (socken i Kina, Hunan)
Longdong (kinesiska: 龙洞, 龙洞乡) är en socken i Kina. Den ligger i provinsen Hunan, i den södra delen av landet, omkring 60 kilometer sydväst om provinshuvudstaden Changsha.
Genomsnittlig årsnederbörd är 1 784 millimeter. Den regnigaste månaden är maj, med i genomsnitt 354 mm nederbörd, och den torraste är oktober, med 38 mm nederbörd.